# Добропільська сільська рада (Добропільський район)
| Добропільська сільська рада — колишній орган місцевого самоврядування у Добропільському районі Донецької області з адміністративним центром у с. Добропілля. Сільській раді були підпорядковані населені пункти: - с. Добропілля - с. Красноподілля - с. Матяшеве - с. Новогришине |

## Склад ради
Рада складалася з 16 депутатів та голови.

## Керівний склад сільської ради
| ПІБ                         | Основні відомості                                                 | Дата обрання | Дата звільнення |
| --------------------------- | ----------------------------------------------------------------- | ------------ | --------------- |
| Кравченко Юрій Анатолійович | Сільський голова, 1966 року народження, освіта, безпартійний      | 26.03.2006   | 31.10.2010      |
| Кравченко Юрій Анатолійович | Сільський голова, 1966 року народження, освіта вища, безпартійний | 31.10.2010   |                 |

Примітка: таблиця складена за даними джерела